# Coliseum Alfonso Pérez
Estadio Coliseum Alfonso Pérez pronunție în spaniolă [esˈtaðjo koliˈsewum alˈfonso ˈpeɾeθ] este un stadion de fotbal din Getafe, Spania. Este stadionul unde joacă meciurile de acasă Getafe CF.